# 佐々木幸治
佐々木 幸治（ささき こうじ、1951年 - ）は、広島県出身の元アマチュア野球選手（内野手）。

## 経歴
広島商業高校では1年下のエース日高晶彦を擁し、1968年秋季中国大会決勝に進むが、後に大学同期となる玉島商の松枝克幸（法大－西川物産）に抑えられ敗退。しかし翌1969年春の選抜への出場を決める。大会では2回戦（初戦）で首里高を降すが、準々決勝で浪商の上田芳央に完封を喫する。
法政大学に進学。東京六大学野球リーグでは横山晴久ら強力投手陣を擁し、2年生までに3度の優勝を経験するが、その後は優勝に届かなかった。大型三塁手として活躍し、1972年秋季リーグ、1973年秋季リーグでベストナイン（三塁手）に選出されている。大学同期に投手の前村泰正、一塁手の山本功児らがいる。
卒業後は三菱重工広島に入社。1974年の社会人野球日本選手権に四番打者、三塁手として出場。準決勝に進むが三協精機の樋江井忠臣に抑えられ敗退。しかし同大会の優秀選手賞を獲得、同年の社会人ベストナイン（三塁手）に選出された。1975年の社会人野球日本選手権でも準々決勝に進むが、日本生命に惜敗。この試合では矢野暢生から本塁打を放ち、大会優秀選手賞を獲得。1979年には都市対抗にチーム初出場、三番打者、一塁手として起用される。大町定夫（新日本製鐵光から補強）が好投、準決勝に進み日本楽器を降す。決勝では熊谷組の矢野隆司から9回に逆転適時打を放ち、初優勝を飾った。同大会の優秀選手賞を獲得、二度目の社会人ベストナイン（一塁手）に選出される。
引退後は1987年から三菱重工広島監督として都市対抗4回、社会人野球日本選手権2回出場。2013年から呉港高監督をつとめた。